# Jaroslav Adamík
Jaroslav Adamík (* 3. června 1941 Vsetín) je bývalý český a československý politik Komunistické strany Československa a poslanec Sněmovny národů Federálního shromáždění za normalizace. Po roce 1989 komunální politik za KSČM, předseda její kroměřížské organizace, městský zastupitel a neúspěšný kandidát do senátu.

## Biografie
Pochází ze čtyř sourozenců ze Vsetínska. Po válce přesídlil s rodiči z Velkých Karlovic do Kroměříže, kde od té doby trvale žije. Vyučil se na odborném učilišti v Kroměříži a pak po třicet let pracoval v podniku Magneton Kroměříž coby soustružník, později na technických pozicích, coby vedoucí oddělení, odboru a technického úseku. V dalších patnácti letech profesní dráhy byl zaměstnancem podniku TOS Hulín na manažerských postech. Při zaměstnání vystudoval střední průmyslovou školu strojní a pak Vysoké učení technické v Brně se specializací na ekonomiku a řízení. V 70. letech byl aktivní ve vedení stavebního bytového družstva Svornost v Kroměříži (místopředseda a předseda představenstva). K roku 1981 se profesně uvádí jako náměstek ředitele.
Ve volbách roku 1981 usedl za KSČ do české části Sněmovny národů (volební obvod č. 55 – Kroměříž-Gottwaldov, Jihomoravský kraj). Ve Federálním shromáždění setrval do konce funkčního období, tedy do voleb roku 1986. V letech 1986-1990 byl poslancem MěNV v Kroměříži za KSČ.
V politice se angažoval i po sametové revoluci. V komunálních volbách roku 1990, komunálních volbách 1994, komunálních volbách 1998, komunálních volbách 2002, komunálních volbách 2006, komunálních volbách 2010, komunálních volbách 2014 a komunálních volbách 2018 byl za KSČ/KSČM osmkrát za sebou zvolen do zastupitelstva města Kroměříže, přičemž ve volebním období 2002-2006 zasedal i v městské radě. Do kroměřížského zastupitelstva kandidoval i v komunálních volbách v roce 2022, ale nebyl již zvolen, jelikož KSČM získala pouze 3,07 % hlasů a nepřekročila tak uzavírací klauzuli. 
Byl politicky aktivní i na krajské úrovni. V krajských volbách roku 2000 usedl do krajského zastupitelstva Zlínského kraje, mandát v něm obhájil i v krajských volbách roku 2004 a setrval zde až do konce funkčního období, tedy do krajských voleb roku 2008. Po roce 2008 se soustředil na stranickou práci na úrovni města. Byl předsedou Městského výboru KSČM Kroměříž a předsedou ZO KSČM Kroměříž č. 6 (Vážany).
Pokoušel se rovněž o kandidaturu do senátu. V senátních volbách roku 1996, senátních volbách roku 1998 a senátních volbách roku 2010 kandidoval za KSČM v senátním obvodu č. 76 - Kroměříž. Nikdy ale nebyl zvolen a nedostal se ani do 2. kola (jeho procentní zisk v jednotlivých volbách v 1. kole dosáhl 17, 20 a 10 %).